# 沈蓉高速动车组列车
沈蓉高速动车组列车是中国铁路运行于辽宁省省会沈阳市沈阳北站及四川省省会成都市成都东站的高速动车组列车，途经辽宁省、河北省、天津市、河南省、陕西省、四川省一市五省，客运里程2636公里，列车客运乘务由沈阳局集团沈阳客运段担当。其中沈阳北站至成都东站运行15小时5分，使用车次为G1284/1281次；成都东站至沈阳北站运行14小时30分，使用车次为G1282/1283次。

## 历史
2018年7月1日，原沈阳北~西安北G1284/1281、G1282/1283次列车经由西成客专延长至成都东站终到始发。
2019年7月10日，本对列车延长至重庆西站始发终到，并以2858公里的运营里程打破京昆高速动车组列车的纪录，成为当时运营里程最长的高速动车组列车。
2020年7月1日，本对列车运行区段再度调整为沈阳北站至成都东站，京昆高速动车组列车再度成为运营里程最长的高速动车组列车。
2021年10月11日，本对列车在沈阳北站至盘锦北站间调整经由沈大高铁、盘营客运专线运行。

## 使用列车
G1284/1281、G1282/1283次列车使用配属于沈阳局集团沈阳北动车运用所的CRH380BG。